# チヌーク (犬種)
チヌーク（英：Chinook）とは、アメリカ合衆国のアラスカ州原産のスレッター（そり用）犬種である。アーサー・ヴォルデンという人物によって作出され、犬種名はこの犬種の基礎犬となった「チヌーク2世」からとってつけられた。「チヌーク」とは「暖かき風」を意味していて、風のような足の速さと温厚な性格をよくあらわしている。

## 歴史
作出者の飼っていたマッケンジー・リバー・ハスキーの血が入ったアラスカン・ハスキーのチヌーク1世という優秀なリーダー犬に感銘を受けて、1世の死後にチヌークの作出が始まった。彼のように優秀なリーダー犬にするために初めて北極点に到達したそり犬のリーダー犬の直系の子孫の雄犬（犬種はグリーンランド・ドッグ）と、力強く温厚な性格のミックスの雌（ニューファンドランドやセント・バーナードの血を引くミックス犬）をかけ合わせて生まれた一番優秀な雄犬、チヌーク2世を複数のジャーマン・シェパード・ドッグやベルジアン・シェパード・ドッグの雌犬とかけ合わせ、それから生まれた雌犬を再びチヌーク2世とかけ合わせて作出された。
作出者の死後、絶滅の危機が何度もあったが、優秀なスレッターとして、またペットやショードッグとして有能である事が判明し、危機を乗り越えた。現在は多くがペットとして飼われている。
この犬種の作出に大いに尽力したチヌーク2世は作出者の思った何十倍もの能力を持っていてリーダー犬として他の犬たちをよくまとめていた。しかし、12歳のとき南極探査中に行方不明となり、消息を絶ってしまった。

## 特徴
どっしりとした体格で、コートは厚いショートコート。毛色はゴールドだが、マズルは黒いのが普通である。大き目の半垂れ耳で垂れ尾、体高53-69cm、体重25-41kgの大型犬。性格は温厚で優しく、子供と遊ぶことも大好きである。そり犬であるため、運動量はかなり多い。

## 参考
- 『デズモンド・モリスの犬種事典』（誠文堂新光社）デズモンド・モリス著書、福山英也、大木卓訳 誠文堂新光社、2007年